# Göteborgs landerier

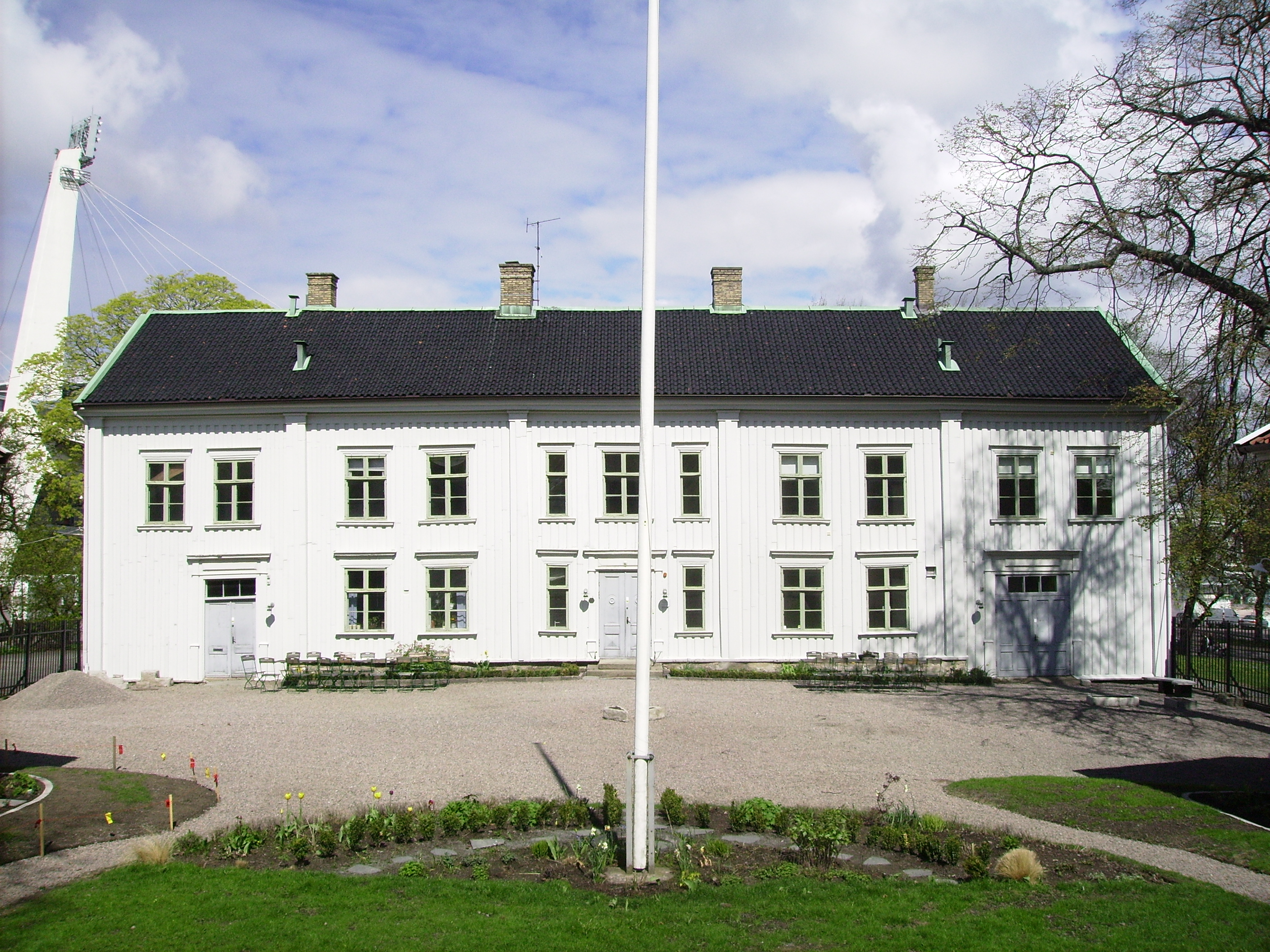
Landeriet Stora Katrinelund.

Göteborgs landerier, från tyskans länderei, vilket ungefär betyder "bruksjord" (se landeri) var inledningsvis jordbrukmarker som låg på staden Göteborgs donationsjord, det vill säga mark utanför vallgraven som tilldelats av kronan, och som främst användes för stadens livsmedelsförsörjning. Inledningsvis var dessa landerier ofta betesmarker men mot slutet av 1600-talet och under 1700-talet blev det allt vanligare att landerierna bebyggdes med ståndsmässiga fastigheter, speciellt på landerier som låg längre bort och ofta norr om Göteborg. Dessa blev i många fall sommarvisten och liknande för Göteborgs bättre bemedlade, samtidigt som de fungerade som lantbruk. Flera huvudbyggnader på Göteborgs landerier finns kvar, men ofta mycket ombyggda. Landerierna har gett upphov till stadsdelsnamn, stadsdelsnämndsområden och primärområden, liksom gatu- och kvartersnamn.

## Historia

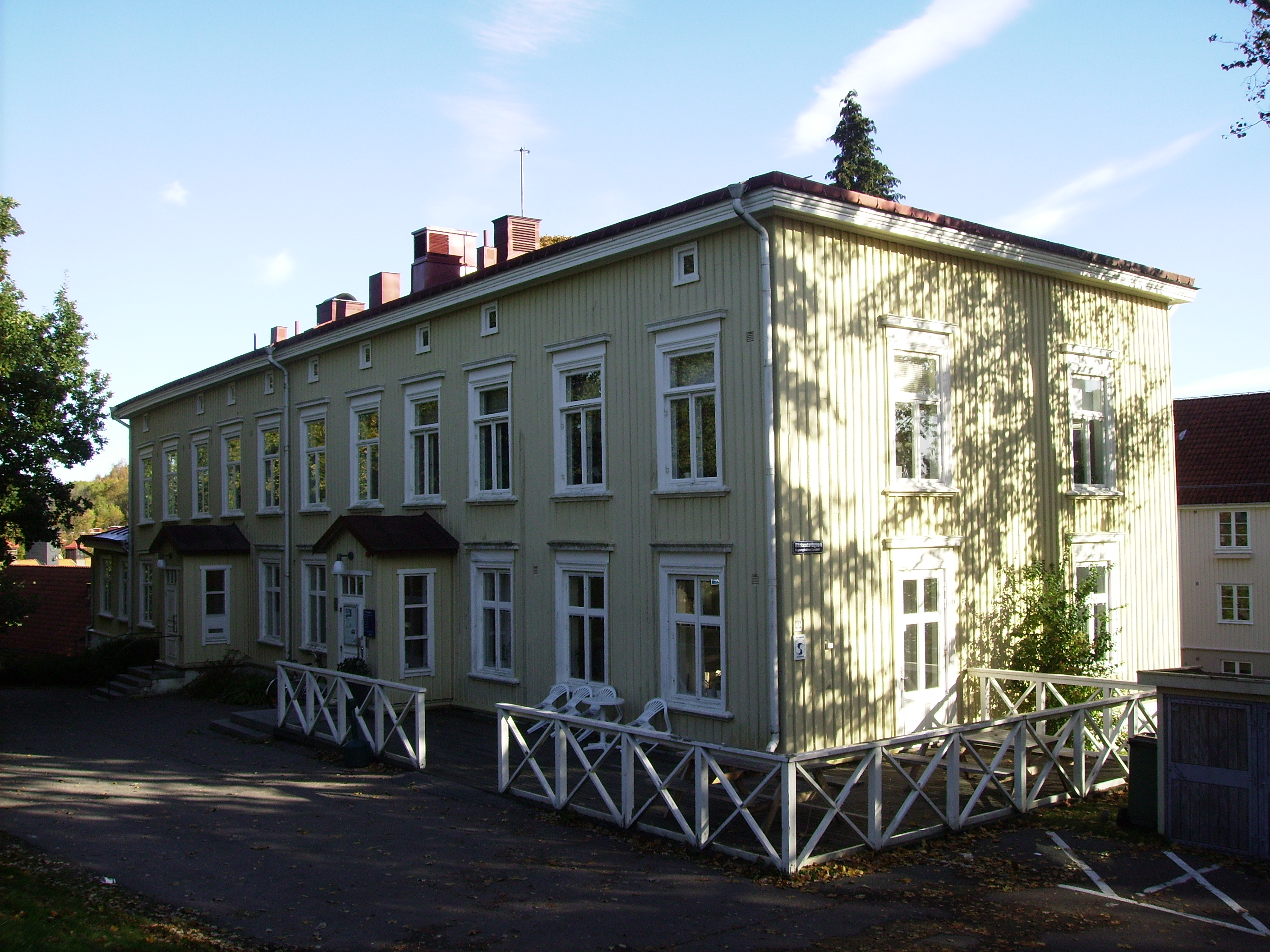
Landeriet Bagaregården.

I 34:e artikeln i privilegiebrevet för Göteborg från 1621, finns inskrivet att "Invånarne uti Staden Götheborg och på Dess landerier hafwa at hugna sig af alla de Privilegier, som Nylödöse Stad af ålder haft". Här likställs "staden Göteborg" och "dess landerier" som likvärdiga begrepp. Med "staden Göteborg" avsågs den mark som skulle bebyggas, alltså Inom Vallgraven. Därför ska "dess landerier" tolkas som den mark som låg inom donationsjorden, men samtidigt utanför vallarna och som ursprungligen inte var avsett för bebyggelse.
I första hand var landerimarken avsedd som "mulbete", det vill säga betesmark för hästar, nöt, svin och får, och den uppläts ofta till inkallade holländska bönder. Under 1600-talet, och ända in på 1700-talet, ägnade sig städernas invånare ofta åt lantmannasysslor. Städerna som anlades under denna period fick därför ofta i donationerna en väl tilltagen utmark - till skillnad mot städer som tillkom senare - vilket tillsammans med stadens gemensamma inägor bildade "stadsägorna". Även landerimarken bebyggdes efterhand, eftersom redan i slutet av 1640-talet var nästan alla tomterna inom vallarna bebyggda. I regel var det magistratet som fördelade tomterna på landerierna och inte sällan gavs markerna till magistratledamöterna själva som en löneförmån, eller till andra högt uppsatta medborgare. Bara ibland begärde regeringen att någon speciell person skulle få ett arrende. När arrendetiden gick ut hade alltid innehavaren företräde, om han kunde bjuda lika mycket som den högstbjudande. Innehavaren av arrendet på landeri hade ingen rätt att sälja arrendet och inte heller insätta någon i en befattning eller förordna någon till en tjänst som innebar att personen skulle bosätta sig på marken. 1696 hade magistratet skapat stadgar som nästan enbart gjorde att arrendena gick till magistratledamöter och efter en rådmans död skulle landeriet övergå till hans efterträdare. Änkor fick dock bo kvar i ett år efter makes bortgång. Landeriarrendatorer som inte ingick i magistratet, men som lagt ned stora kostnader på området skulle inte avhysas så länge som de fullgjorde sina skyldigheter.
På donationsjorden kunde staden anlägga offentliga inrättningar som sjukhus, fängelser, parker, museer och skolor.
Många av landeriernas huvudbyggnader finns kvar. De har gett upphov till flera stadsdelars namn (stadsdelsnämndsområden och primärområden), liksom gatu- och kvartersnamn. Så sent som 1965 omvandlades donationsjorden till vanlig kommunal mark.
Landerierna arrenderades ut till stadens borgare. Flera av de tidiga industrierna anlades på landerierna. Många av landerierna låg utanför Göteborg stad innan dessa områden införlivades.
Göteborgs landerier förknippas idag ofta med de marker där de byggdes ståndsmässiga gårdar, landerier som ofta har funnits sedan 1600- och 1700-talen. Dessa låg främst längre bort och ofta norr om Göteborg. Men det fanns även mindre landerier, som låg närmre staden och som ofta saknade större gårdar, som plantagerna i Haga, mindre gårdar i anslutning till hamnarna i Masthugget. Det skapades även mindre landerier utmed Södra Vägen på 1800-talet.
Det ska påpekas att alla ståndsmässiga gårdar i Göteborg med omgivningar inte varit landerier. Inom nuvarande gränser för Göteborgs kommun fanns även herrgårdar och säterier. Gillbladska landeriet i Lundby socken på Hisingen låg inte på stadens donationsjord och var alltså inget landeri. Andra välbyggda gårdar, som inte heller låg på stadens donationsjord och således inte var landerier var Gubbero, Olivedal och Gibraltar.
Göteborgs stadsmuseum har identifierat 40 landerier i Göteborg med herrgårdsliknande manbyggnader:
- Amijas plantage, (Vauxhall) revs 1906
- Annebergs landeri, revs 1878
- Bagaregårdens landeri
- Brantdala (Lilla Lorensberg)
- Carlsbergs landeri, revs 1927
- Gummero, revs 1933
- Götabergs landeri, revs 1904
- Hedås landeri, revs omkring 1916
- Johannebergs landeri
- Katrineström
- Kristinebergs landeri
- Kristinedals landeri, revs på 1960-talet
- Kristinelunds landeri, revs kring sekelskiftet 1800/1900
- Kvibergs landeri (Villa Bellevue), brann 1971
- Kvibergsnäs landeri
- Leontinedal
- Lilla Katrinelund (Normanska plantaget)
- Lilla Olskroken (Gullbergs äng), revs på 1930-talet
- Lisebergs landeri
- Lorensberg, brann 1864
- Lyckan, revs 1921
- Mariedals landeri
- Mariefreds landeri, revs efter 1910
- Marieholms landeri, revs 1938
- Möllerska plantaget, brann 1885
- Norra Burgården, revs 1936
- Oscarsdal (tidigare Fredriksdal), revs 1912
- Redbergets landeri (Danska gästgivargården), revs 1911
- Rosengård, revs i början av 1900-talet
- Simsons plantage, revs 1922
- Skräppekärrs landeri (La Fin), revs på 1970-talet
- Stora Härlanda, revs på 1930-talet
- Stora Katrinedal, revs 1956 för att ge plats åt Ullevi
- Stora Katrinelund
- Stora Olskroken (Wahammar), revs på 1930-talet
- Södra Burgården, revs i början av 1900-talet
- Tegelbruket
- Ulriceberg
- Waterloo, revs 1950
- Ånäs landeri, revs 1957